# O-Ethyl-O-(4-nitrophenyl)phenylthiophosphonat
O-Ethyl-O-(4-nitrophenyl)phenylthiophosphonat (kurz EPN) ist ein Wirkstoff zum Pflanzenschutz und eine organische chemische Verbindung aus der Gruppe der Thiophosphorsäureester.

## Gewinnung und Darstellung
O-Ethyl-O-(4-nitrophenyl)phenylthiophosphonat kann durch eine mehrstufige Reaktion ausgehend von Chlorbenzol gewonnen werden. Es wird in Anwesenheit von Aluminiumchlorid mit Phosphortrichlorid zu Phenylthiophosphonyldichlorid und dieses mit Natriumethanolat und dem Natriumsalz von p-Nitrophenol zu EPN umgesetzt.

## Eigenschaften
EPN ist ein brennbarer gelber Feststoff mit aromatischem Geruch, welcher praktisch unlöslich in Wasser ist.

## Verwendung
Das 1948 auf den Markt gebrachte EPN ist ein hochgiftiges Insektizid, das auch für Warmblüter toxisch ist.

## Zulassung
Der Wirkstoff war in der Europäischen Union nie zugelassen. In der Schweiz, in Österreich und in Deutschland sind keine Pflanzenschutzmittel zugelassen, die EPN als Wirkstoff enthalten.